# Rifargia rothschildi
Rifargia rothschildi är en fjärilsart som beskrevs av Max Wilhelm Karl Draudt 1932. Rifargia rothschildi ingår i släktet Rifargia och familjen tandspinnare. Inga underarter finns listade.